# Dueber-Hampden Watch Company
La Dueber-Hampden Watch Company fue una empresa estadounidense de fabricación de relojes. En 1888, la Dueber Watch Case Company, que operaba en Cincinnati desde 1864, compró la Hampden Watch Company de Nueva York, fundada en 1877. Dueber trasladó ambas empresas a Canton (Ohio), donde Hampden utilizó las cajas de reloj fabricadas por Dueber hasta que las empresas se fusionaron en 1923. Las ventas de relojes de bolsillo disminuyeron después de la Primera Guerra Mundial y la empresa cerró en 1927. Tres años después, en 1930, la fábrica se vendió y se trasladó a la Rusia Soviética, donde con el paso del tiempo daría origen a firma Poljot.

## Historia

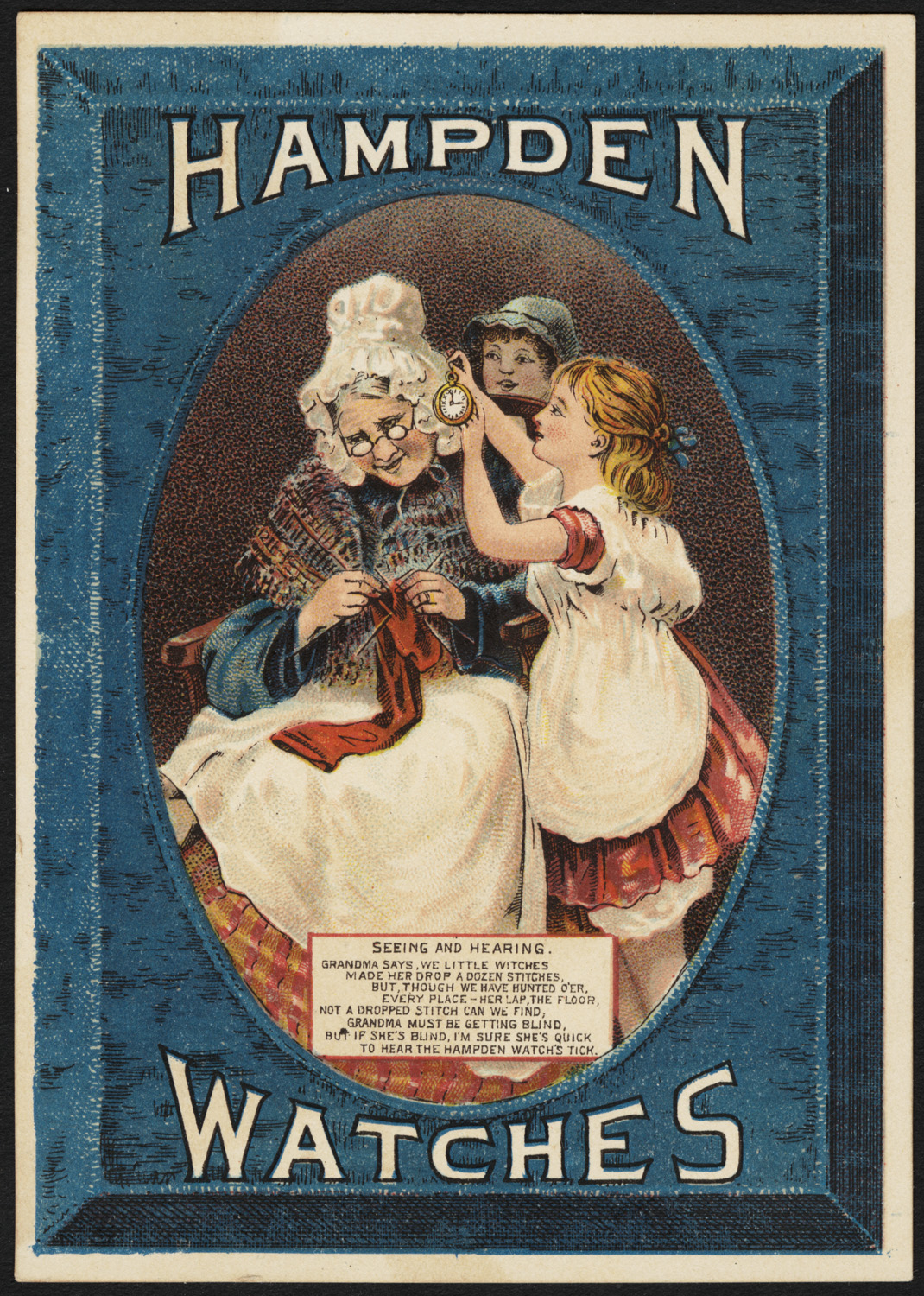
Tarjeta comercial de la compañía

La Hampden Watch Company comenzó como la Mozart Watch Company en 1866, cuando Donald J. Mozart fundó la empresa en Providence, Rhode Island. Esta empresa cerró muy pronto, pero en 1867 se reorganizó la firma como la New York Watch Company, con instalaciones de producción en Springfield (Massachusetts). Tres años después, la fábrica de la empresa se incendió. Finalmente, en 1877, la empresa reabrió sus puertas y comenzó a operar con el nombre de Hampden Watch Company.
En 1864, John C. Dueber fundó la Dueber Watch Case Company en Cincinnati para fabricar cajas para relojes de alta gama. En 1886, Dueber, que había estado fabricando cajas para la Hampden Watch Company, adquirió una participación mayoritaria en esta última. En esa época se aprobó una ley antimonopolio y los fabricantes de cajas de relojes organizaron un boicot contra la empresa de Dueber. En 1888, Dueber compró Hampden y trasladó ambas empresas a un conjunto doble de edificios de fábrica en Canton (Ohio). En su primer año en Cantón, las empresas combinadas emplearon a casi el 10 % de la población de la ciudad.
En 1890, la firma producía relojes de calidad e introdujo el primer movimiento de tamaño 16 y con 23 rubíes fabricado en Estados Unidos. En 1923, las dos empresas se fusionaron para convertirse en la Dueber-Hampden Watch Company. En 1925, John Dueber vendió la empresa a Walter Vrettman, pero en 1927, la caída de las ventas hizo que la empresa se viera envuelta en un proceso de insolvencia. En 1930, la Amtorg Trading Corporation compró la Dueber-Hampden Watch Company junto con todo el equipo de fabricación, las piezas mecanizadas y el trabajo en curso, con el fin de construir una fábrica en Rusia. El material vendido y la maquinaria salieron de Cantón en 28 vagones, junto con 21 empleados de la firma Dueber Hampden para enseñar a los operarios rusos las técnicas relojeras necesarias para que volvieran a funcionar las instalaciones.
En 1931, la Primera Fábrica Estatal de Relojes rusa produjo relojes de bolsillo que se presentaron en una reunión ceremonial en el Teatro Mayakovsky. Los movimientos de reloj originalmente de diseño Hampden se denominaron Tipo-1, fácilmente reconocibles por su distintivo diseño con un puente de dos elementos.
Durante la Segunda Guerra Mundial, cuando el ejército nazi se acercaba a Moscú en el otoño de 1941, la fábrica fue evacuada apresuradamente a Zlatoúst, donde se fabricaron más de 300.000 relojes denominados Zlatoust Tipo-1. En 1943 se reestableció la fábrica de Moscú, rebautizada como Primera Factoría de Moscú, y continuó con la fabricación de relojes de bolsillo y cronómetros, así como del reloj Tipo-1 191-ChS para buzos de la Armada Soviética. Este reloj, cuyo diámetro, sin incluir la corona, es de aproximadamente 2 1/4 pulgadas (60 mm), pesaba 8 1/2 onzas (aproximadamente 260 g). En 1970 se detuvo la producción de estos singulares relojes Tipo-1 191-ChS.